# Leland Snow
Leland Snow fue un piloto e ingeniero aeronáutico de Estados Unidos conocido por diseñar y fabricar aviones de agricultura así como por ser el fundador y presidente de la compañía Air Tractor.

## Biografía
Con seis años ya empezó con la idea de construir aviones. Tuvo su suelta como piloto con 16 años.
Snow empezó diseñando su primer avión, el S-1 en 1951 cuando tenía 21 años de edad. Este avión siguió siendo fabricado hasta 1957 cuando Snow diseñó los modelos S-2A y S-2B y construyó una fábrica en Olney (Texas), en Estados Unidos que fue inaugurada en el año 1958. 
Snow vendió su empresa, Snow Aeronautical al grupo Rockwell International en el año 1965, donde empezó a trabajar como vicepresidente de la división Aero Commander.
En el año 1972 fundó la empresa Air Tractor tras dimitir de su cargo en Rockwell International. La construcción de su primer avión bajo esta nueva empresa, el AT-300 empezó ese mismo año, siendo también concebido ese mismo año el siguiente modelo, el AT-301. 
En 1977 se diseñó y creó su primer modelo de avión con turbohélice, el At-302.
Snow murió el 20 de febrero de 2011 en Wichita Falls, Texas, en Estados Unidos.